# Palacio de la Real Audiencia de Santiago
El Palacio de la Real Audiencia y Cajas Reales (Palacio de la Real Audiencia o Palacio de las Cajas) o Palacio de la Independencia es un edificio ubicado en la vereda centro-norte de la Plaza de Armas de Santiago de Chile que data de 1808 y que alberga, desde 1982, la sede del Museo Histórico Nacional de Chile.

## Historia

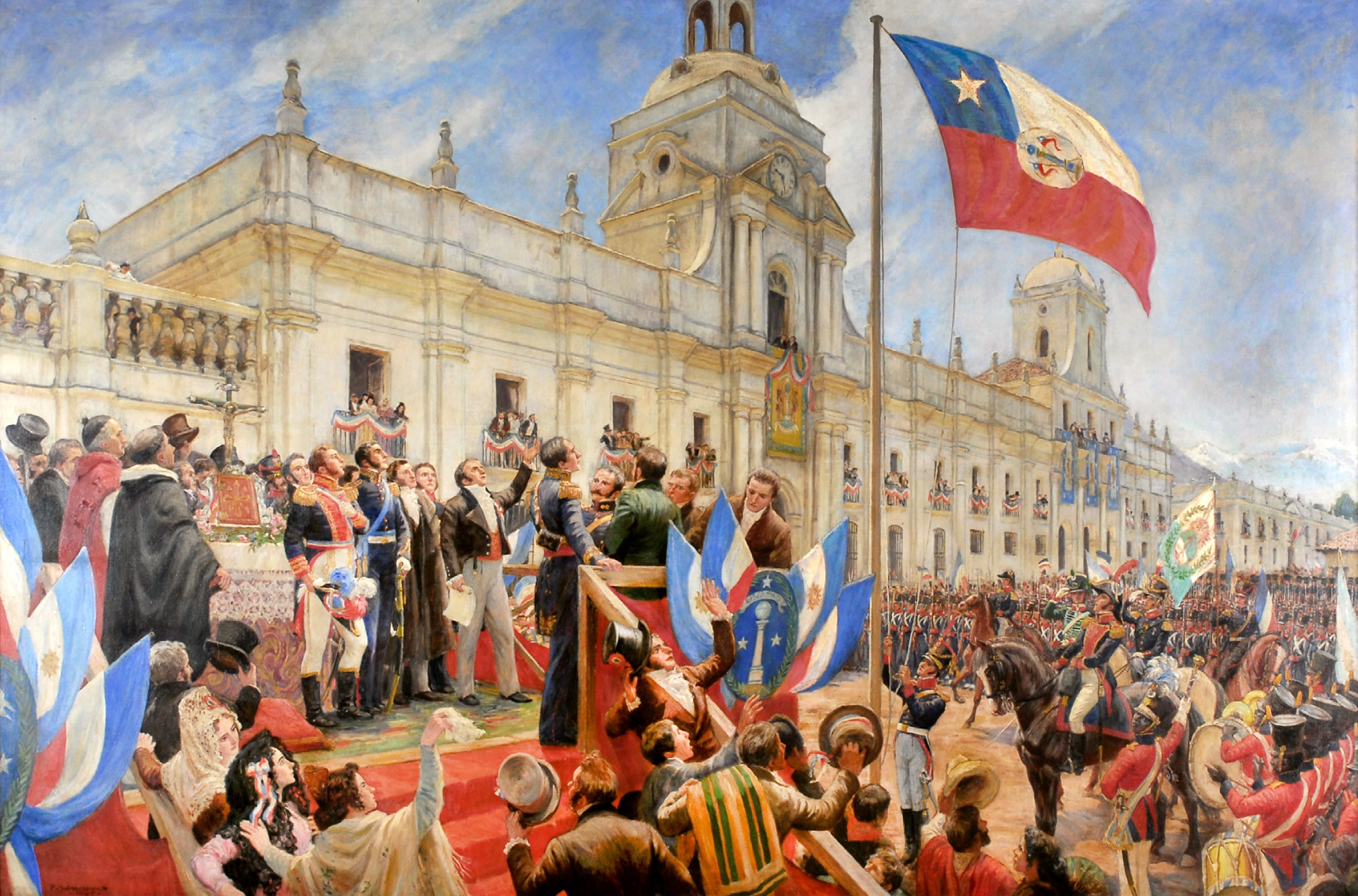
Palacio de la Real Audiencia en «Proclamación y jura de la Independencia de Chile», por Pedro Subercaseaux (1945).

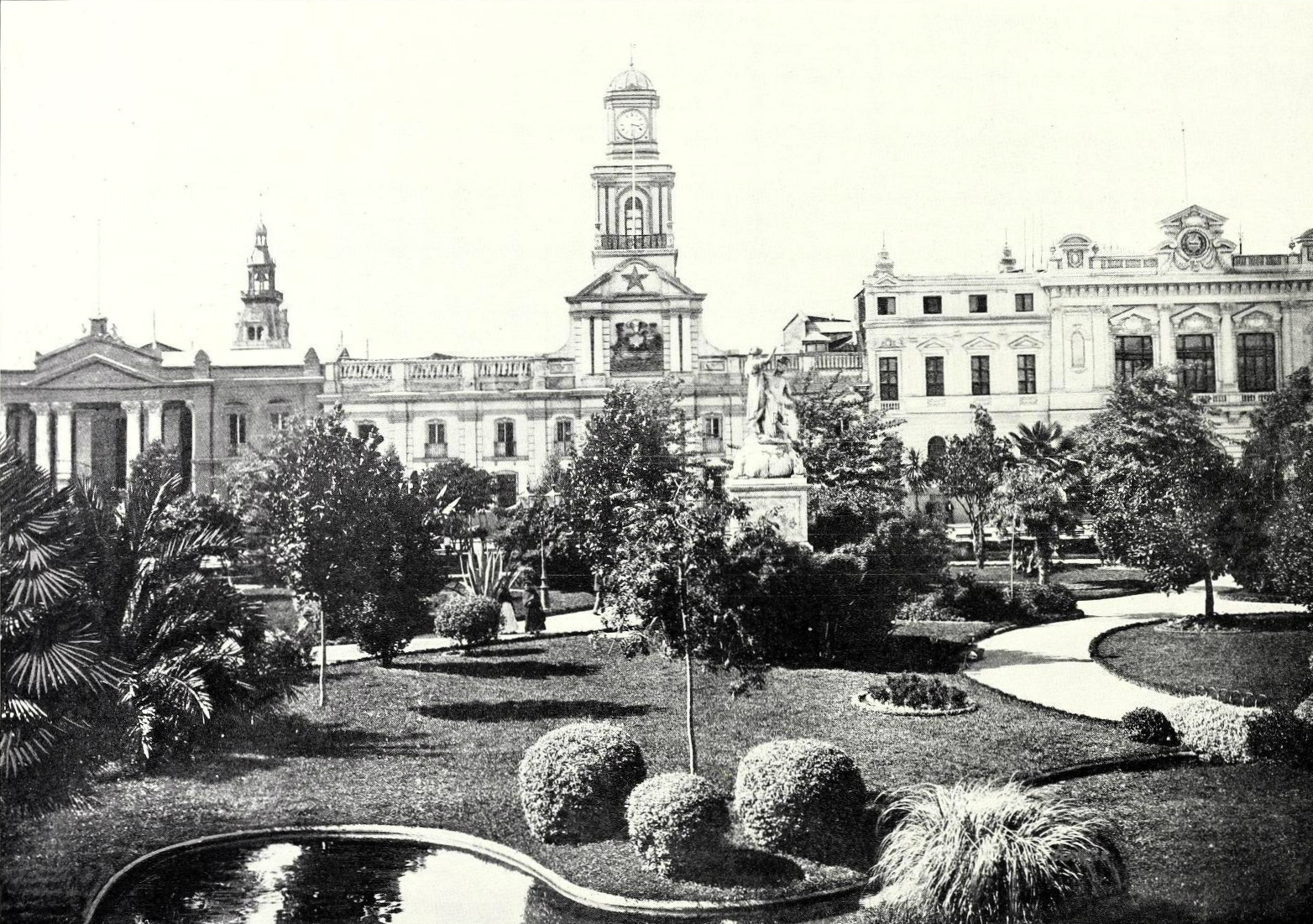
Palacio de la Real Audiencia, vista de la Plaza de Armas de Santiago, en 1904.

El palacio está instalado sobre parte del solar que perteneció a Pedro de Valdivia, frente a la Plaza de Armas de Santiago. Tras su muerte, el solar fue dividido: una parte de las tierras fue destinada a la construcción de la residencia del gobernador –que alberga actualmente la oficina central de Correos de Chile–, y la otra posteriormente serviría para instalar la Real Audiencia y el cabildo colonial –donde funciona en la actualidad la Municipalidad de Santiago–.
Al instalarse la Real Audiencia en Santiago de Chile, en 1609, funcionó en la ubicación actual del palacio. Sin embargo, los terremotos de 1647 y 1730, sumado a las crecidas del río Mapocho, progresivamente fueron deteriorando dicho edificio. En 1808, se inauguró el palacio, de estilo neoclásico, construido por Juan José de Goycolea y Zañartu, entre 1804 y 1808. 
Al inicio de la Independencia, el edificio se convirtió en el epicentro de los sucesos políticos de aquella época: fue la sede del Primer Congreso Nacional en 1811, y la casa de gobierno durante la Patria Vieja, entre 1812 a 1814. En el periodo de la Reconquista Española fue nuevamente sede de la Real Audiencia.
En 1818, el palacio fue designado oficialmente como casa de gobierno por Bernardo O'Higgins, denominándolo "Palacio de la Independencia". Este edificio fue utilizado como la casa del presidente y sede de los ministerios de Estado y otras oficinas públicas hasta fines del primer gobierno de Manuel Bulnes.
El 17 de abril de 1845, el presidente Bulnes emitió un decreto que ordenaba que el edificio de la Casa de Moneda de Santiago, diseñado por Joaquín Toesca a fines del siglo XVIII, sirviera de casa de gobierno y como sede los ministerios y de las oficinas que existían en el antiguo palacio presidencial, realizándose las adaptaciones y reparaciones que fueren necesarias, debido al mal estado e incomodidades que se experimentaban en el Palacio de la Independencia. El traslado, por parcialidades, se hizo efectivo en 1846.
Entre 1847 y 1929, el palacio albergó a la Intendencia de Santiago y, posteriormente, fue utilizado como dependencia del Servicio de Correos y Telégrafos hasta 1978.
El 1 de diciembre de  1969, por sus méritos históricos y arquitectónicos, fue declarado Monumento Nacional.
Años más tarde pasó a manos del Museo Histórico Nacional, que lo reconstruyó entre 1978 y 1982, restaurando sus características originales y lo acondicionó para albergar sus colecciones y dependencias.

## En el cine
Fue parte de los escenarios utilizados por la serie Héroes: La gloria tiene su precio. Aquí se filmó el enfrentamiento entre Manuel Rodríguez Erdoíza y Bernardo O'Higgins. Rodríguez aseguraba que la muerte de Juan José Carrera y Luis Carrera era por orden de la Logia Lautaro del cual O'Higgins era miembro.[cita requerida]